# Michel van Esbroeck
Pour les articles homonymes, voir Esbroeck.
Michel van Esbroeck, né le 17 juin 1934 à Malines (Belgique) et mort le 21 novembre 2003 à Louvain-la-Neuve (Belgique), est un prêtre, jésuite, bollandiste et orientaliste belge.

## Biographie

### Jeunesse et formation
Né dans une famille bourgeoise de Malines, Michel van Esbroeck est de double ascendance, flamande et wallonne. Cependant, le français était sa langue maternelle. L’anglais était aussi parlé en famille et l’ouverture culturelle faisait partie de l’atmosphère familiale.
Son père, Guillaume van Esbroeck, ingénieur des Mines, géologue diplômé de l’université Columbia et professeur à l’université de Gand, fut notamment expert pour la défense au procès de la catastrophe minière du Bois du Cazier ; passionné de musique, il conçut en 1939 un orgue expérimental, appelé « orthoclavier », comportant 53 demi-tons. 
Michel fut envoyé au Collège Saint-Michel de Bruxelles, et acheva brillamment ses «humanités gréco-latines» en 1951. Il entama alors des études de droit aux Facultés universitaires Saint-Louis de Bruxelles, mais ce n’était pas sa vocation. Le 15 octobre 1953 il entra dans la Compagnie de Jésus (Province de Belgique Méridionale). Son initiation spirituelle terminée (Arlon, de 1953 à 1955) il prépara (1955 à 1959) et obtint la licence d’état en philologie classique et la licence ecclésiastique de philosophie à la Faculté (jésuite) de Théologie Saint-Albert de Louvain. Il fit ensuite son service militaire (service des brancardiers, à Alost), puis enseigna un an au Collège Saint-Michel.

### Hagiographie, orientalisme chrétien et apprentissage des langues
C’est en 1962, alors qu'il enseigne au collège Saint-Michel qu'il entra pour la première fois dans la bibliothèque des Bollandistes, située dans une aile du Collège, et se plongea dans les études hagiographiques et patristiques. Cette année-là, il fut autorisé à suivre, à l’université catholique de Louvain, comme auditeur libre, les cours d’arménien et de géorgien du professeur Gérard Garitte, qui venait de publier chez les Bollandistes le Calendrier palestino-géorgien.
Il prit alors conscience de la complexité des problèmes concernant la littérature hagiographique: le grec, le latin, l’arménien et le géorgien ne pouvaient suffire à maîtriser ces questions. Il fallait nécessairement étudier l’arabe et le syriaque, le copte, le slavon et le ge’ez. Michel part donc pour Beyrouth en 1963, pour étudier l’arabe et le syriaque à l’université Saint-Joseph (en réalité au Centre d’études arabes des jésuites à Bikfaya).
Normalement, il faut un minimum de deux ans pour apprendre les rudiments de l’arabe. Lui, arrive en retard et repart après un an, ayant appris suffisamment les deux langues : il avait emporté avec lui quelques microfilms de manuscrits arabes hagiographiques du Sinaï. Il les projetait sur le papier et copiait le texte en suivant le tracé lumineux, sans connaître encore l’arabe. Ainsi a-t-il appris à écrire, en même temps qu’il avait transcrit des textes (qu’il éditera plus tard), avant même de connaître la langue ! Il utilisa la même méthode pour le syriaque. Mais en 1964 il fut rappelé en Belgique pour commencer ses quatre années d’études théologiques à Louvain. C’est probablement à ce moment qu’il étudie tout seul le copte et le slavon, l’hébreu et le ge’ez.

### Ordination sacerdotale
Normalement, à la fin de la 3e année, les jésuites sont ordonnés prêtres, puis font une 4e année de théologie (pour obtenir la licence). En 1966, Michel fut informé qu’il ne serait pas ordonné avec ses confrères. Cet épisode laissa une blessure profonde en lui. À la fin de sa vie, il affirmait encore que jamais le motif de cet ajournement ne lui fut expliqué. En fait un aspect 'rebelle' de son tempérament effrayait ses supérieurs jésuites. Il leur demanda alors de pouvoir achever son doctorat en histoire et philologie orientale à l’université de Louvain. C’est seulement en 1970 qu’il put achever sa théologie et fut ordonné prêtre le 27 juin 1970. Plus tard, le 2 février 1974, il prononça ses vœux solennels de jésuite.

## Recherche et enseignement
Ayant obtenu son doctorat en histoire et philologie orientale avec la présentation d'une thèse consacrée aux plus anciens homiliaires géorgiens, van Esbroeck fut officiellement reçu dans la Société des Bollandistes en 1975. Mais il ne se cantonne pas à leur bibliothèque. Il part à la recherche de documents anciens qu’il désire faire sortir de l’oubli. Dès 1976 il passe quatre mois en Union des républiques socialistes soviétiques, visitant les bibliothèques de Moscou, Leningrad (maintenant Saint-Pétersbourg), Tbilissi (Géorgie) et Erevan (Arménie) où il établit de nombreux contacts avec les Académies de sciences. Il en rapporte 150 paquets de livres et revues et quelque 7 000 photos de manuscrits. Mais de sa visite il dira surtout : « La foi des croyants est ce que j’ai vu de plus beau ». 
À l’Institut pontifical oriental de Rome il enseigne l’histoire de l’Église et les langues arménienne et géorgienne (1979-1990). Enseignement de ces deux langues orientales à l’Institut catholique de Paris également (1984-1986). À l’université de Munich il dispense des cours de philologie orientale chrétienne (1987-1998). Atteint par la limite d’âge il rentre en Belgique en 2002 et s’installe à Louvain-la-Neuve. C’est là qu’il meurt subitement, le 21 novembre 2003, au retour d’un voyage à Rome.

## Contributions à l'orientalisme chrétien
Sa contribution scientifique à l’orientalisme est considérable et assez unique. Ses connaissances balayaient tout le champ des sciences humaines et des sciences religieuses, et sa connaissance des langues (jamais parfaite mais toujours étonnante) lui permettait de percevoir ce que le spécialiste confiné dans une ou deux langues ne pouvait saisir. Le fait de maîtriser tant de langues et tant de domaines, en négligeant un peu certains points, pouvait être, à juste titre, irritant pour le spécialiste. Il n’en reste pas moins qu’il avait le courage de publier des textes que d'autres n’osaient pas.
Ses recherches ont porté presque toujours sur l’hagiographie, mais comprise au sens le plus large possible.
Robbert Godding, directeur de la Société des bollandistes (et disciple de Michel van Esbroeck), écrivait après sa mort : «Dans la tradition bollandienne, qui distingue habituellement trois secteurs de la recherche, confiés à des spécialistes distincts, le latin, le grec et l’oriental, Michel pouvait à lui seul traiter avec compétence tous les aspects d’un dossier. Cette maîtrise l’avait amené à privilégier l’étude de dossiers extrêmement complexes, tels ceux des Apôtres, en particulier S. Barthélemy, de S. Grégoire le Thaumaturge, ou encore les traditions concernant la Vierge Marie». «Mais l’hagiographie elle-même s’avérait pour lui un champ trop exigu. C’est ainsi qu’il s’est intéressé de près à l’exégèse, à la patristique et à l’histoire des conciles. Servi par une mémoire prodigieuse, il était seul à pouvoir opérer certains rapprochements totalement inattendus, à déceler des filiations de textes et des influences qui auraient échappé à tout autre érudit».
Avec François Nau, Anton Baumstark et quelques autres, Michel van Esbroeck est un grand nom de l'orientalisme chrétien.

## Publications
La présente liste comprend les articles de revue et de mélanges, ainsi que trois ouvrages importants (1975, 1982 et 1995), mais non les articles d'encyclopédies. Pour une présentation plus détaillée, on se reportera au mémorial cité ci-dessus.